# الكواهل (المحويت)
الكواهل هي إحدى قرى الجمهورية اليمنية. وهي تتبع جغرافيًا لمحافظة المحويت. وإداريًا لمديرية الطويلة. يبلغ تعداد سكانها 968 نسمة حسب الإحصاء الذي جرى عام 2004.